# Natalia Ziółkowska
Natalia Ziółkowska – polska lekarka weterynarii, doktor habilitowany nauk weterynaryjnych.

## Kariera naukowa
W 2009 roku uzyskała tytuł lekarza weterynarii, nadanego przez Uniwersytet Warmińsko-Mazurski w Olsztynie. 
18 czerwca 2015 roku ukończyła studia doktoranckie na kierunku nauki weterynaryjne na Wydziale Medycyny Weterynaryjnej Uniwersytetu Warmińsko-Mazurskiego w Olsztynie na podstawie pracy pt. Badania nad biosyntezą melatoniny i mechanizmami jej regulacji w szyszynce gęsi domowej.
Od 2013 roku zatrudniona jest w Uniwersytecie Warmińsko-Mazurskim w Olsztynie.
W roku 2024 uzyskała stopień doktora habilitowanego nauk weterynaryjnych w dyscyplinie weterynarii na Uniwersytecie Warmińsko-Mazurskim w Olsztynie.

## Publikacje
- 2019: Developmental morphology of the turkey pineal organ. Immunocytochemical and ultrastructural studies.
- 2019: Pinopsin and photoreception in the pineal organ of the domestic turkey during post-hatching development.

Opracowano na podstawie źródła:.